# Stele Fără Nume
Stele Fără Nume este un concurs pentru descoperirea și promovarea tinerelor talente ale judetului Neamț din domeniul muzicii și dansului.

## Organizatori
Concursul Stele Fără Nume este inițiat și organizat de Casa de Cultură a Sindicatelor Piatra-Neamț în parteneriat cu Inspectoratul Școlar al Județului Neamț.

## Componența instituțională a juriului
Juriul este compus din reprezentanți ai Inspectoratului Școlar Județean Neamț, autorități locale, reprezentanți media, reprezentanți ai comunitătii locale, reprezentanți ai elevilor și alte personalități culturale. Pentru a asigura obiectivitatea deciziilor juriului, membrii juriului sunt schimbați periodic pe parcursul desfășurării concursului.

## Ediții
Fiecare ediție este impărțită pe două categorii majore de vârsta. Prima categorie include elevi de la gimnaziu și liceu iar a doua categorie elevi din ciclul primar.

## Premii
Marele Premiu al spectacolului concurs Stele Fără Nume, pe secțiunea de vârstă gimnaziu și liceu este de 1000 de euro. Marele Premiu pe secțiunea de vârstă ciclul primar este de 500 de euro. Marele Premiu va fi insotit de numeroase alte premii pe grupe de varsta si sectiuni artistice.